# Шведска краљевска академија наука
Шведска краљевска академија наука (швед. Kungliga Vetenskapsakademien) је једна од краљевских академија Шведске. То је независна, невладина научна организација која преузима посебну одговорност за природне науке и математику, али настоји да промовише размену идеја између различитих дисциплина.
Њена улога је:
- Att främja vetenskaperna och stärka deras inflytande i samhället (да промовише науку и ојачава њен утицај у друштву)

Сваке године академија додјељује Нобелове награде за физику и хемију, Награду Шведске банке за економске науке у знак сећања на Алфреда Нобела, Крафорд награду, Сјоберг награду и неколико других награда.

## Историја
Академију су 2. јуна 1739. године основали шведски природњак и научник Карл фон Лине, меркантилиста Јонас Алстремер, механички инжењер Мартен Тривалд, државни службеници Стен Карл Билке и Карл Вилхелм Цедерхајлм и државник и аутор Андре Јохан фон Хопкен.
Сврха академије била је фокусирање на практично корисно знање и објављивање на шведском језику како би се широко раширила открића академије. Академија је имала за циљ да се разликује од Краљевског друштва наука у Упсали, које је основано 1719. године и објављивало на латинском језику. Академија је направљена по узору на Краљевско друштво Лондона и Краљевску академију наука у Паризу.

## Чланови
Академија је изабрала око 1.700 шведских и 1.200 страних чланова од свог оснивања 1739. године. Данас академија има око 470 шведских и 175 страних чланова који су подељени у десет "класа", који представљају десет научних дисциплина:
- Математика
- Астрономија
- Физика
- Хемија
- Геонауке
- Биологија
- Медицина
- Инжењерска физика
- Друштвене науке
- Хуманистика